# Discographie de Hawkwind
La discographie du groupe de space rock britannique Hawkwind s'étend sur une carrière longue de cinq décennies. Ses albums les plus connus sont parus entre 1971 et 1975, sur le label United Artists Records. Par la suite, le groupe publie des albums sur divers labels, parfois sous d'autres noms (« Hawklords », « Psychedelic Warriors »…). Il se distingue également par le grand nombre d'albums tirés de ses archives (anciens concerts, démos…) parus à partir des années 1980 et connaissant de nombreuses rééditions plus ou moins légales par la suite.

## Albums

### Albums studio
| Année | Titre                                            | Label          | Classement (UK) |
| ----- | ------------------------------------------------ | -------------- | --------------- |
| 1970  | Hawkwind                                         | Liberty        | —               |
| 1971  | In Search of Space                               | United Artists | 18              |
| 1972  | Doremi Fasol Latido                              | United Artists | 14              |
| 1974  | Hall of the Mountain Grill                       | United Artists | 16              |
| 1975  | Warrior on the Edge of Time                      | United Artists | 13              |
| 1976  | Astounding Sounds, Amazing Music                 | Charisma       | 33              |
| 1977  | Quark, Strangeness and Charm                     | Charisma       | 30              |
| 1978  | 25 Years On                                      | Charisma       | 48              |
| 1979  | PXR5                                             | Charisma       | 59              |
| 1980  | Levitation                                       | Bronze         | 21              |
| 1981  | Sonic Attack                                     | RCA / Active   | 19              |
| 1982  | Church of Hawkwind                               | RCA / Active   | 26              |
| 1982  | Choose Your Masques                              | RCA / Active   | 29              |
| 1985  | The Chronicle of the Black Sword                 | Flicknife      | 65              |
| 1988  | The Xenon Codex                                  | GWR            | 79              |
| 1990  | Space Bandits                                    | GWR            | 70              |
| 1992  | Electric Tepee                                   | Essential      | 53              |
| 1993  | It Is the Business of the Future to Be Dangerous | Essential      | 75              |
| 1995  | White Zone                                       | EBS            | —               |
| 1995  | Alien 4                                          | EBS            | 119             |
| 1997  | Distant Horizons                                 | EBS            | —               |
| 1999  | In Your Area                                     | Voiceprint     | —               |
| 2000  | Spacebrock                                       | Voiceprint     | —               |
| 2005  | Take Me to Your Leader                           | Voiceprint     | —               |
| 2006  | Take Me to Your Future                           | Voiceprint     | —               |
| 2010  | Blood of the Earth                               | Eastworld      | —               |
| 2012  | Onward                                           | Plastic Head   | 75              |
| 2016  | The Machine Stops                                | Cherry Red     | 29              |
| 2017  | Into the Woods                                   | Cherry Red     | 34              |
| 2018  | Road to Utopia                                   | Cherry Red     | 44              |
| 2019  | All Aboard The Skylark                           | Cherry Red     | 34              |
| 2020  | Carnivorous                                      | Cherry Red     | 61              |
| 2021  | Somnia                                           | Cherry Red     | 57              |
| 2023  | The Future Never Waits                           | Cherry Red     | 62              |
| 2024  | Stories From Time and Space                      | Cherry Red     | 51              |
| 2024  | Stories from Time and Space                      | Cherry Red     | —               |

### Albums en concert
| Année | Titre                 | Label                     | Classement (UK) |
| ----- | --------------------- | ------------------------- | --------------- |
| 1973  | Space Ritual          | United Artists UAD60037/8 | 9               |
| 1980  | Live Seventy Nine     | Bronze BRON527            | 15              |
| 1986  | Live Chronicles       | GWR GWS1                  | —               |
| 1991  | Palace Springs        | GWR GWLP104               | —               |
| 1994  | The Business Trip     | EBS EBS111                | —               |
| 1996  | Love in Space         | EBS EBS120                | —               |
| 2001  | Yule Ritual           | Voiceprint HAWKVP19CD     | —               |
| 2002  | Canterbury Fayre 2001 | Voiceprint HAWKVP22CD     | —               |
| 2008  | Knights of Space      |                           | —               |

### Compilations
| Année | Titre                               | Label                          | Classement (UK) |
| ----- | ----------------------------------- | ------------------------------ | --------------- |
| 1976  | Roadhawks                           | United Artists UAK29919        | 45              |
| 1977  | Masters of the Universe             | United Artists UAG30025        | —               |
| 1980  | Repeat Performance                  | Charisma BG2                   | —               |
| 1986  | Angels of Death                     | RCA / Active NL71150           | —               |
| 1986  | The Collection                      | Castle Communications CCSCD148 | —               |
| 1988  | Spirit of the Age                   | Virgin COMCD8                  | —               |
| 1990  | Stasis (The UA Years 1971 – 1975)   | EMI CZ297                      | —               |
| 1991  | Anthology                           | Castle Communications ESBCD168 | —               |
| 1992  | Tales from Atom Henge               | Virgin CDVM9008                | —               |
| 1999  | Epocheclipse – 30 Year Anthology    | EMI 21751                      | —               |
| 1999  | Epocheclipse – The Ultimate Best Of | EMI 21747                      | —               |
| 2002  | Masters of Rock                     | EMI 37765                      | —               |
| 2006  | The Collection                      | EMI 3592182                    | —               |
| 2008  | Spirit of the Age                   | Atomhenge ATOMBOX3002          | —               |
| 2008  | The Dream Goes On                   | Atomhenge ATOMBOX3003          | —               |

## Singles
| Année | Titre                                                   | Label                  | Classement (UK) |
| ----- | ------------------------------------------------------- | ---------------------- | --------------- |
| 1970  | Hurry on Sundown / Mirror of Illusion                   | Liberty LBF15382       | —               |
| 1972  | Silver Machine / Seven by Seven                         | United Artists UP35381 | 3               |
| 1973  | Lord of Light / Born to Go (Live)                       | United Artists UA35492 | —               |
| 1973  | Urban Guerilla / Brainbox Pollution                     | United Artists UP35689 | 39              |
| 1974  | You'd Better Believe It / Paradox                       | United Artists UP35689 | —               |
| 1974  | The Psychedelic Warlords / It's So Easy                 | United Artists UP35715 | —               |
| 1975  | Silver Machine / Urban Guerilla                         | United Artists 36347AT | —               |
| 1975  | Kings of Speed / Motörhead                              | United Artists UP35808 | —               |
| 1976  | Kerb Crawler / Honky Dorky                              | Charisma CB289         | —               |
| 1977  | Back on the Streets / The Dream of Isis                 | Charisma CB299         | —               |
| 1977  | Quark, Strangeness and Charm / The Forge of Vulcan      | Charisma CB305         | —               |
| 1978  | Psi Power / Death Trap                                  | Charisma CB323         | —               |
| 1978  | Silver Machine / Seven by Seven (réédition)             | United Artists UP35381 | 34              |
| 1979  | 25 Years / (Only) The Dead Dreams of the Cold War Kid   | Charisba CB332         | —               |
| 1980  | Shot Down in the Night (Live) / Urban Guerilla (Live)   | Bronze BRO98           | 59              |
| 1980  | Who's Gonna Win the War? / Nuclear Toy                  | Bronze BRO109          | —               |
| 1981  | Angels of Death / Trans Dimensional Man                 | RCA / Active RCA137    | —               |
| 1982  | Silver Machine / The Psychedelic Warlords               | RCA / Active RCA267    | —               |
| 1983  | Silver Machine / Seven by Seven (réédition)             | United Artists UP35381 | 67              |
| 1984  | Night of the Hawk / Green Finned Demon                  | Flicknife FLS104       | —               |
| 1985  | Needle Gun / Arioch                                     | Flicknife FLS032       | —               |
| 1986  | Zarozinia / Assault and Battery                         | Flicknife FLS033       | —               |
| 1997  | Love in Space / Lord of Light / Sonic Attack            | EBS EBCD106            | —               |
| 2004  | Spirit of the Age / Angela Android / Assassins of Allah | Voiceprint HAWKVP55CD1 | —               |

## Archives
| Année | Titre                                           | Label                    | Notes                                                                         |
| ----- | ----------------------------------------------- | ------------------------ | ----------------------------------------------------------------------------- |
| 1980  | Weird Tape Volume 1                             | Weird 101                | Concert des Sonic Assassins (1977) et démos de Dave Brock (1979).             |
| 1980  | Weird Tape Volume 2                             | Weird 102                | Concert de Hawkwind (1977) et démos de Hawklords (1979).                      |
| 1981  | Weird Tape Volume 3                             | Weird 103                | Concerts de Hawkwind (1977, 1975).                                            |
| 1981  | Weird Tape Volume 4                             | Weird 104                | Concert de Hawklords (1978).                                                  |
| 1982  | Weird Tape Volume 5                             | Weird 105                | Concerts de Hawkwind (1976, 1977).                                            |
| 1982  | Weird Tape Volume 6                             | Weird 106                | Sessions BBC (1970-1971) et concert de Hawkwind (1972).                       |
| 1983  | Weird Tape Volume 7                             | Weird 107                | Démos de Dave Brock (1979-1982).                                              |
| 1983  | Weird Tape Volume 8                             | Weird 108                | Session BBC (1971), concert de Hawkwind (1972) et démos de Dave Brock (1967). |
| 1983  | The Text of Festival                            | Illuminated JAMS29       | Sessions BBC et concert de Hawkwind (1970-1971).                              |
| 1983  | Zones                                           | Flicknife SHARP014       | Démos et concerts (1980-1982). Classé 45e.                                    |
| 1984  | This Is Hawkwind, Do Not Panic                  | Flicknife SHARP022       | Concerts (1980, 1984). Classé 101e.                                           |
| 1984  | Space Ritual Volume 2                           | American Phonograph APK8 | Concert (1972).                                                               |
| 1985  | Bring Me the Head of Yuri Gagarin               | Demi Monde DM002         | Concert (1973).                                                               |
| 1985  | Hawkwind Anthology                              | Samurai SAMR038/039/040  | Inédits studio et concerts (1967-1982).                                       |
| 1987  | Out & Intake                                    | Flicknife SHARP040       | Inédits studio et concerts (1982, 1986).                                      |
| 1991  | BBC Radio 1 Live in Concert                     | Windsong WINCD007        | Concert (1972).                                                               |
| 1992  | The Friday Rock Show Sessions                   | Raw Fruit FRSCD005       | Concert (1985).                                                               |
| 1992  | Hawklords Live                                  | Hawkdiscs DOJOCD7        | Concert de Hawklords (1978).                                                  |
| 1992  | California Brainstorm                           | Iloki ILCD 1014          | Concert (1990).                                                               |
| 1995  | Undisclosed Files Addendum                      | EBS EBS114               | Concerts (1984, 1988).                                                        |
| 1997  | The 1999 Party                                  | EMI HAWKS6               | Concert (1974).                                                               |
| 1999  | Glastonbury 90                                  | Voiceprint HAWKVP1CD     | Concert (1990).                                                               |
| 1999  | Choose Your Masques: Collectors Series Volume 2 | Voiceprint HAWKVP3CD     | Concert (1982).                                                               |
| 1999  | Complete '79: Collectors Series Volume 1        | Voiceprint HAWKVP4CD     | Concert (1979).                                                               |
| 2000  | Atomhenge 76                                    | Voiceprint HAWKVP5CD     | Concert (1976).                                                               |
| 2002  | Live 1990                                       | Voiceprint HAWKVP12CD    | Concert (1990).                                                               |
| 2008  | Minneapolis, 4th October 1989                   | Voiceprint HAWKVP45CD    | Concert (1989).                                                               |
| 2008  | Reading University, 19th May 1992               | Voiceprint HAWKVP46CD    | Concert (1992).                                                               |
| 2009  | Live '78                                        | Atomhenge ATOMCD1014     | Concert de Hawklords (1978).                                                  |
| 2009  | Winter Solstice 2005                            | Voiceprint HAWKVP44CD    | Bande originale du DVD Winter Solstice 2005.                                  |
| 2010  | Treworgey Tree Fayre 1989                       | Voiceprint HAWKVP47CD    | Bande originale du DVD Treworgey Tree Fayre.                                  |
| 2010  | San Francisco 1990                              | Voiceprint HAWKVP48CD    | Bande originale du DVD USA Tour 1989-1990.                                    |
| 2010  | At the BBC - 1972                               | EMI HAWKS7               | Session BBC et concert (1972).                                                |
| 2011  | No Star Unturned                                | Easy Action EARS041      | Concert (1972).                                                               |
| 2011  | Parallel Universe                               | EMI HAWKS8               | Inédits (1970-1974).                                                          |

## Vidéos
- 1984 : Night of the Hawks
- 1985 : The Chronicle of the Black Sword
- 1996 : Chaos
- 1990 : Nottingham 1990
- 2002 : Out of the Shadows
- 2003 : Love in Space
- 2008 : Knights of Space
- 2008 : Winter Solstice 2005